# Calorico
Con il termine calorico si indica un ipotetico fluido il quale, prima degli studi compiuti da James Prescott Joule, venne ipotizzato al fine di spiegare i fenomeni legati allo scambio di calore. In particolare, si pensava che tale fluido calorico fosse responsabile, con la sua minore o maggiore concentrazione, della diversa temperatura dei corpi.
Secondo la descrizione di calorico, quando due corpi, con temperature diverse, vengono messi a contatto, il calorico passerebbe da quello in cui era più concentrato all'altro fino a trovare una condizione di equilibrio a una concentrazione di fluido calorico intermedia. 
Questo fluido avrebbe la capacità di entrare in tutti i corpi materiali provocando conseguenti variazioni di temperatura.

## Storia
Nel corso dei decenni sono stati proposti numerosi modelli relativi al calorico; per esempio il fisico e matematico francese Pierre Simon Laplace introdusse un modello in cui ogni particella di un gas era circondata da un'“atmosfera” di calorico; in questo modo durante il loro movimento e mediante gli urti, le particelle di gas potevano acquistare o cedere calorico, variando così le proprie qualità termiche.
Tutti i modelli proposti erano concordi nell'ipotizzare che il calorico fosse una quantità conservata in qualsiasi fenomeno fisico. Inoltre il calorico era visto come qualcosa che permetteva la generazione di lavoro passando da un corpo ad alta temperatura ad un altro a temperatura più bassa, ma rimanendo inalterato.
à fisica definita e misurabile e osservò che, per spiegare il [[Transizione di 

per mantenere le calorie in perfetta forma bisogna seguire la piramide alimentare che ci dice di mangiare 2-4 volte a settimana i carboidrati,2-3 volte le verdure e la frutta e infine 1-2 a settimana fritti,caramelle e dolci 

fase|cambiamento di aggregazione di materia]], era necessario introdurre una nuova grandezza che egli chiamò “calore latente”.
Black definì questa grandezza come il calore necessario per far aumentare la temperatura di una libbra di acqua di 1 °F.
Nel moderno sistema metrico si usa la caloria.
Fu poi Wilcke ad introdurre il concetto di caloria e di calore specifico, costruendo un calorimetro.
Il problema del calorico e di cosa fosse in realtà il calore venne risolto dagli studi e dagli esperimenti di Joule.
Benjamin Thompson (1753 - 1814), nato nel Massachusetts, fu il primo a concepire il calore come un movimento interno dei corpi materiali.